# Fontvieille (Monaco)
Fontvieille (in monegasco Funtanaveya, in italiano Fontevecchia) è uno dei dieci quartieri statistici del Comune di Monaco, nonché uno dei quattro quartieri principali.
L'area, avente un'estensione di 324.157 metri quadrati, è stata costruita sul mare a partire dagli anni settanta su progetto dell'architetto italiano Manfredi Nicoletti. 

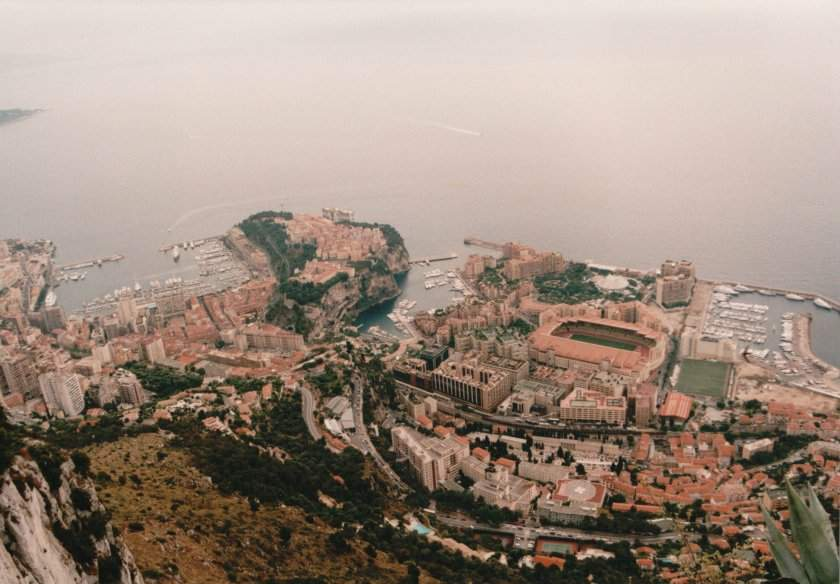
Vista aerea del quartiere con al centro lo stadio

Per gli amanti delle rose è una tappa importante il roseto ("La Roserie") dedicato alla scomparsa principessa Grace. 

Fra l'eliporto e il giardino delle rose si trova invece Le Chapiteau: è il tendone del Circo di Monte Carlo. C'è anche il museo dei francobolli e delle macchine, in cui è esposta la collezione personale delle macchine d'epoca del Principe.
A Fontvieille si trovano anche lo stadio Louis II, lo stadio monegasco che ospita le partite dell'AS Monaco e la Supercoppa Europea, l'Università (anglofona) di Monaco e l'unico eliporto del Principato.
Secondo il censimento del 2000 a Fontvieille risiedono 3292 persone circa il 10% dell'intera popolazione del principato.
La notevole conurbazione, sebbene renda la zona ricchissima di costruzioni, lascia la natura e il verde serenamente armonizzato con l'abitato.
Confina a ovest con la Francia e a est con il quartiere di La Condamine. 

## Società

### Evoluzione demografica
Abitanti censiti